# Domino (Van Morrison)
Domino è un singolo del cantautore nordirlandese Van Morrison, pubblicato nel 1970 ed estratto dal suo quarto album in studio His Band and the Street Choir.
La canzone omaggia il cantante e pianista statunitense Fats Domino.

## Tracce
- 7"

1. Domino
2. Sweet Jannie

## Formazione
- Van Morrison – voce, chitarra
- Alan Hand – piano
- Keith Johnson – tromba
- John Klingberg – basso
- John Platania – chitarra elettrica
- Jack Schroer – sassofono alto, sassofono baritono
- Dahaud Shaar (David Shaw) – batteria, cori